# Kamienna (Opole)
Pour les articles homonymes, voir Kamienna.
Kamienna est une localité polonaise de la gmina et du powiat de Namysłów en voïvodie d'Opole.